# Sarah Douglas
Sarah Douglas (Stratford-upon-Avon, Warwickshire, Regne Unit, 12 de desembre de 1952) és una actriu anglesa.

## Biografia
Filla d'una fisioterapeuta i d'un militar de la Royal Air Force, estudia teatre al Nacional Youth theatre i al Rose Bruford College. Fa els seus primers passos professionals amb Roy Dotrice i Jon Pertwee.

## Filmografia
Filmografia:
- 1973: Dracula (telefilm): dona de Dràcula
- 1973: The Final Programa: Catherine
- 1973: Secrets (telefilm): Beautiful Girl
- 1974: The Inheritors (sèrie de televisió): Jennie Garrett
- 1976: Cosmos 1999 (sèrie de televisió): Christalide A
- 1977: Esther Waters (telefilm): Miss. Peggy
- 1977: Oblidats pel temps (The People That Time Forgot): Lady Charlotte Cunningham
- 1978: Superman de Richard Donner: Ursa
- 1979: Thundercloud (sèrie de televisió): Bella Harrington
- 1980: Superman 2: Ursa
- 1984: V: The Final Battle (fulletó TV): Pamela
- 1984: Conan el Destructor (Conan the Destroyer): reina Taramis
- 1986: Nens solars (Solarbabies): Shandray
- 1987: Steele Justícia: Kay
- 1987: Eight Is Enough: A Family Reunion (telefilm): Leona Stark
- 1988: Nightfall: Roa
- 1989: The Return of Swamp Thing: Dra. Lana Zurrell
- 1991: The Art of Dying: Sara
- 1991: Tagget (telefilm): Mrs. Sands
- 1991: Dalí: Gala
- 1991: El senyor de les bèsties 2: La porta del temps (Beastmaster 2: Through the Portal of Time): Lyranna
- 1991: Puppet Master III: Toulon's Revenge: Elsa Toulon
- 1992: Meatballs 4: Monica Shavetts
- 1993: Quest of the Delta Knights: Madam Maaydeed
- 1993: Return of the Living Dead III: Tinent Coronel Sinclair
- 1994: Spitfire: Carla Davis
- 1994: Mirror, Mirror 2: Raven Dance: Nicolette
- 1995: Monster Mash: The Movie: comtessa Natasha 'Nasty' Dràcula
- 1995: Voodoo: professora Conner
- 1995: The Demolitionist: Surgeon
- 1996: The Stepford Husbands (telefilm): Dra. Frances Borzage
- 1996: To the Ends of Time (telefilm): Karnissa
- 1997: Asylum: Dra. Emily Hill
- 1998: Hell Mountain: Daneeka
- 1999: Changing Direccions: Sarah
- 2000: Stargate SG-1 (telefilm): Garshaw de Belot
- 2001: Heavy Gear: The Animated Series (sèrie de televisió): Col. Magnilda Rykka (episodis desconeguts)
- 2006: Superman Returns (vídeo): Ursa
- 2007: Gryphon (telefilm)
- 2010: La Reina Vermella (telefilm): la Reina Vermella